# من وکالت می‌دهم
«من وکالت می‌دهم» کارزاری است که برای حمایت از رضا پهلوی، ولیعهد ایران و از مخالفان نظام جمهوری اسلامی، پس از مصاحبهٔ او در تاریخ ۲۴ دی ۱۴۰۱ با برنامهٔ اتاق خبر تلویزیون منوتو به راه افتاد. تعدادی از هنرمندان، ورزشکاران، فعالان و زندانیان سیاسی، خانوادهٔ جانباختگان اعتراضات، افراد سرشناس و شهروندان عادی داخل و خارج از ایران از این کارزار حمایت کردند و عده‌ای نیز به نقد و مخالفت با آن پرداختند.
پس از این برنامه احسان کرمی از مجریان سابق صدا و سیما در ۱۷ ژانویه ۲۰۲۳ یک کارزار اینترنتی هم برای اعطای وکالت به رضا پهلوی ایجاد کرد که در کمتر از ۲۴ ساعت چند ده هزار نفر آن را امضا کردند و این پتیشن پس از ۴ روز به بیش از ۳۰۰ هزار امضا رسید. در آوریل ۲۰۲۴ تعداد امضا کنندگان این پتیشن به ۵۰۰ هزار نفر رسید.[۱]
در تاریخ ۲۹ دی مردم ایذه در مراسم چهلم دنیا فرهادی (کشته‌شده در اعتراضات سراسری ۱۴۰۱) در حمایت از این کارزار شعار دادند: «شاهزادهٔ پهلوی، وکیل ما شمایی» و «ایذه شده آماده، فرمان بده شاهزاده». همچنین در یکی از جمعه‌های اعتراضی زاهدان شماری پلاکارد هم در حمایت و هم در مخالفت با این کارزار دیده شد. مخالفان با این امر با برافراشتن پلاکاردی اعلام کردند که «وکالت ما مدرن است و نه فرد محور» پهلوی در واکنش از «اعتماد» و «حمایت» شرکت‌کنندگان قدردانی کرد و خواهان همراهی مخالفان با این کارزار شد. او همه جناح‌ها و نیروهای دموکراسی‌خواه را به همکاری دعوت کرد.
در برابر این کمپین، کمپین دیگری با عنوان «من وکالت نمی‌دهم» راه اندازی شد.
گروه‌های جمهوری‌خواه از جمله مخالفان این کمپین بوده و آن را «خلاف همبستگی و ائتلاف» اعلام کرده و بیان کردند که «روش هواداران رضا پهلوی فرصت‌طلبانه و انحصارگرایانه است.»

## آغاز
رضا پهلوی در گفت‌وگوی خود با منوتو گفت: «من می‌توانم با شخصیت‌های سیاسی برای ارائه دادن یک برنامه دیدار بکنم، اولین سؤال‌شان این است که شما به نمایندگی چی اینجا حضور پیدا کردید. هر نوع کاری که انجام می‌دهیم باید یک مبنای مشروعیت یا یک نوع وکالتی از داخل ایران داشته باشد.» «اگر فردا قرار باشد در صحنه بین‌المللی از جانب هم‌میهنان رایزنی‌های لازم را انجام دهیم، لازم است نشان دهیم که این به پشتیبانی و نمایندگی از طرف زندانیان سیاسی، فعالان مدنی، جریانات فکری و سیاسی داخل کشور است که نتوانسته‌اند در این جلسات حضور پیدا کنند.»
این سخنان با توئیت علی کریمی، مواجه شد: «من وکالت می‌دهم به شاهزاده رضا پهلوی، برای دوران گذر از رژیم بچه‌کش و یک رفراندوم آزاد برای ایرانی آزاد و آباد.» کاربران حامی، در کارزاری که در توئیتر ایجاد کردند این هشتگ را بیش از یکصد هزار بار توئیت کردند.

## حامیان
اولین حامی این کارزار، علی کریمی بود که در توییتی حمایت خود را ابراز کرد. پس از آن، از میان چهره‌های هنر، داریوش اقبالی در حمایت از رضا پهلوی نوشت: «‎همان‌طور که ایشان بارها اعلام کرده‌اند، من هم این نقش را تنها برای دوران گذر از جمهوری اسلامی مفید و موجه می‌دانم.»
از جمله موافقان دیگر منوچهر بختیاری و سیاوش خشنودفرد (مؤلف و محقق ادبی) و برخی از زندانیان سیاسی درون ایران، احمد باطبی، ابراهیم حامدی، احسان کرمی، کیمیا علیزاده، محمد تقوی، مهرداد پولادی و سوشا مکانی، پرویز صیاد، حسن شماعی‌زاده، حمید فرخ‌نژاد، پرستو صالحی، روناک یونسی و علیرضا نوری‌زاده هستند
| نام                 | توضیحات                                |
| ------------------- | -------------------------------------- |
| احسان کرمی          | بازیگر و صداپیشه                       |
| شهناز تهرانی        | بازیگر، خواننده، رقصنده و گوینده رادیو |
| شهره آغداشلو        | بازیگر                                 |
| پرستو صالحی         | بازیگر                                 |
| چکامه چمن‌ماه        | بازیگر سینما، تلویزیون و تئاتر         |
| حمید فرخ‌نژاد        | بازیگر                                 |
| علی کریمی           | فوتبالیست سابق تیم ملی و پرسپولیس      |
| کیمیا علیزاده       | تکواندوکار و دارنده مدال برنز المپیک   |
| مهرداد پولادی       | بازیکن فوتبال                          |
| سوشا مکانی          | بازیکن فوتبال                          |
| داریوش اقبالی       | خواننده و فعال اجتماعی                 |
| ابی (ابراهیم حامدی) | خواننده                                |
| شاهین نجفی          | خواننده و ترانه‌سرا                     |
| منصور               | خواننده و آهنگ‌ساز                      |
| لیلا فروهر          | خواننده                                |
| شهره صولتی          | خواننده                                |
| بابک امینی          | آهنگساز و نوازنده گیتار                |
| شهرام شب‌پره         | خواننده، ترانه‌سرا و آهنگساز            |
| اردلان سرافراز      | شاعر و ترانه‌سرا                        |

## واکنش‌ها

### رضا پهلوی
رضا پهلوی در اکانت رسمی توئیتر خود در واکنش دربارهٔ «اعطای وکالت» گفت: «یار و یاور شما، از شما و با شما، در مبارزه برای آزادی ایران بودم و هستم. با تمام توانم در این مبارزه همراه شما خواهم بود.» او همچنین گفت که: «به سوی همه نیروهای دموکراسی‌خواه دست همکاری دراز می‌کنم.»

## دیدگاه مخالفان
مخالفان این کمپین را قیم مابانه توصیف کرده‌اند. از جمله مخالفان وکالت به رضا پهلوی گوگوش است. همچنین گروه‌های جمهوریخواه مخالف این کمپین بوده و این تلاش هواداران رضا پهلوی را فرصت‌طلبانه و انحصارگرایانه خواندند. علی افشاری فعال سیاسی این امر را تلاشی برای بازسازی استبداد و پدرسالاری خواند.
مانا نیستانی کاریکاتوریست مخالف جمهوری اسلامی در در مخالفت با این وکالت خواستار ایجاد یک شورا برای گذار به دموکراسی با اصول تکثر نسبی و ذکر پایبندی به دموکراسی، حقوق بشر و سکولاریسم شد. او در این مورد نوشت:
 «آقای پهلوی می‌توانند یکی از اعضای مؤثر ائتلاف باشند اما من شخصاً به هیچ شخصیت حقیقی به تنهایی وکالت نخواهم داد.»
فرج سرکوهی، حسن شریعتمداری، هما سرشار علی صدارت نیز از مخالفان این کمپین بودند.

### هشتگ من وکالت نمی‌دهم
رادیو صدای آلمان نوشت در مخالفت با کمپین من وکالت می‌دهم توسط حامیان رضا پهلوی، بخشی از کاربران مخالف این کمپین در فضای مجازی با «هشتگ» «من وکالت نمی‌دهم» با آن مخالفت کردند. و همچنین بخشی دیگر نیز کمپینی با عنوان من وکالت نمی‌دهم راه اندازی کردند.